# Royal Rumble 2022
Royal Rumble (2022) was de 35ste professioneel worstel-pay-per-view (PPV) en WWE Network evenement van Royal Rumble dat georganiseerd werd door WWE voor hun Raw en SmackDown brands. Het evenement vond plaats op 29 januari 2022 in The Dome at America's Center in St. Louis, Missouri.
Het evenement zag een verrassende terugkeer van Ronda Rousey, die voor het laatst actief was in april 2019 bij het evenement WrestleMania 35. De Impact Knockouts World Champion Mickie James maakte ook een éénmalige terugkeer naar de Royal Rumble, door middel van een samenwerking tussen WWE en Impact Wrestling. Beroemdheid Johnny Knoxville en rapper Bad Bunny namen ook deel aan de Royal Rumble.

## Productie

### Verhaallijnen
Bij het evenement Day 1, won Brock Lesnar van Bobby Lashley, Seth "Freakin" Rollins, Kevin Owens en Big E om het WWE Championship. Deze wedstrijd stond oorspronkelijk gepland als een Fatal 4-Way-wedstrijd, maar Lesnar werd er aan toegevoegd, omdat zijn wedstrijd om het Universal Championship tegen Roman Reigns geannuleerd was, wegens dat Reigns positief getest werd op COVID-19. Op 3 januari 2022, aflevering van het maandagavond programma Monday Night Raw, waren Lesnar en Paul Heyman hen vriendschap herenigd. Heyman kondigde aan dat de volgende tegenstander voor Lesnar bepaald zou worden in een Fatal 4-Way-wedstrijd tussen Big E, Lashley, Owens en Rollins. Lashley won de wedstrijd en bekwam de eerst volgende tegenstander voor Lesnar.
Bij het evenement Day 1, hielp Beth Phoenix haar man en WWE Hall of Famer Edge, toen hij werd aangevallen door Maryse, terwijl hij in een wedstrijd was met The Miz; Edge won uiteindelijk de wedstrijd. Op de aflevering van Raw op 3 januari 2022, daagde Phoenix en Edge Miz en Maryse uit voor een mixed tag team wedstrijd bij het evenement Royal Rumble. Miz accepteerde, ondanks Maryse's ongenoegen.
Becky Lynch won van Liv Morgan bij het evenement Day 1 om haar Raw Women's Championship te behouden. Op 3 januari 20222, aflevering van Raw, confronteerde Morgan Lynch om een herkansingswedstrijd te krijgen. Bianca Belair onderbrak haar en wilde ook een kampioenswedstrijd vanwege haar onrustige rivaliteit met Lynch vanaf het evenement SummerSlam 2021. Er ontstond toen een vechtpartij. Achter de schermen, confronteerde Doudrop WWE Officials Adam Pearce en Sonya Deville en eiste zelf een titelwedstrijd, omdat ze het zat was dat Belair en Morgan altijd kansen kregen. Pearce en Deville hebben de week daarop een Triple Threat wedstrijd gepland tussen Belair, Morgan en Doudrop, waarbij de winnaar tegenover Lynch ging om het Raw Women's Championship bij het evenement Royal Rumble. De wedstrijd werd gewonnen door Doudrop, dankzij Lynch die Belair aanviel.
De acteur van Jackass en beroemdheid Johnny Knoxville kondigde aan bij het evenement Day 1 zijn deelname aan de traditionele Royal Rumble-wedstrijd. In de aflevering van SmackDown, op 7 januari 2022, ontmoette Sami Zayn Knoxville achter de schermen en beweerde dat Knoxville niet gekwalificeerd was om deel te nemen aan de Royal Rumble-wedstrijd en dat hij ook niet de kans had gekregen om eraan deel te nemen. Nadat Zayn die avond zijn wedstrijd had verloren, rende Knoxville naar de ring en gooide Zayn over het bovenste touw. Ringomroeper Mike Rome kondigde toen aan dat Knoxville zich officieel had gekwalificeerd voor de Royal Rumble-wedstrijd, tot groot ongenoegen van Zayn.
In de aflevering van SmackDown op 7 januari 2022, onthulde SmackDown Women's Champion Charlotte Flair 18 van de vrouwen die zouden deelnemen aan de Royal Rumble-wedstrijd voor dames, waaronder WWE Hall of Famers en veteranen, en met name regerend Impact Knockouts World Champion Mickie James, ter gelegenheid van de eerste keer dat WWE openlijk een van Impact's kampioenschappen erkende op hun canonieke programmering. Bovendien verklaarde Flair dat ze ook aan de wedstrijd zou deelnemen, waarin ze zei dat de eerste regerende kampioen van vrouwen zou zijn die de Royal Rumble zou winnen. Terwijl de winnaar traditioneel een kampioenswedstrijd verdient bij WrestleMania, verklaarde Flair dat ze in plaats daarvan haar tegenstander voor het evenement WrestleMania 38 zou selecteren als ze zou winnen.

## Matches
| Nr. | Match | Winnaar(s)             | Opmerkingen                                               | Bron   |
| --- | --- | ---------------------- | --------------------------------------------------------- | ------ |
| 1   | Roman Reigns (c) vs. Seth "Freakin" Rollins                                                              | Seth "Freakin" Rollins | Een-op-een match voor het WWE Universal Championship.     | [ 13 ] |
| 2   | 30-Woman Royal Rumble Match voor een vrouwlijkkampioenschapswedstrijd bij het evenement WrestleMania 38. | Ronda Rousey           | Rousey won door Charlotte Flair als laatste te elimineren | [ 13 ] |
| 3   | Becky Lynch (c) vs. Doudrop                                                                              | Becky Lynch            | Een-op-een match voor het WWE Raw Women's Championship.   | [ 13 ] |
| 4   | Brock Lesnar (c) (met Paul Heyman) vs. Bobby Lashley (met MVP)                                           | Bobby Lashley (nc)     | Een-op-een match voor het WWE Championship.               | [ 13 ] |
| 5   | Edge & Beth Phoenix vs. The Miz & Maryse                                                                 | Edge & Beth Phoenix    | Mixed tag team match.                                     | [ 13 ] |
| 6   | 30-Man Royal Rumble Match voor een wereldkampioenschapswedstrijd bij het evenement WrestleMania 38.      | Brock Lesnar           | Lesnar won door Drew McIntyre als laatste te elimineren.  | [ 13 ] |

### Women's Royal Rumble match
| Nr. | Entree          | Brand/Status     | Orde | Geëlimineerd door          | Eliminaties | Tijd  |
| --- | --------------- | ---------------- | ---- | -------------------------- | ----------- | ----- |
| 1   | Sasha Banks     | SmackDown        | 3    | Queen Zelina               | 2           | 09:44 |
| 2   | Melina          | Free Agent       | 1    | Sasha Banks                | 0           | 00:53 |
| 3   | Tamina          | Raw              | 5    | Natalya                    | 0           | 16:41 |
| 4   | Kelly Kelly     | Free Agent       | 2    | Sasha Banks                | 0           | 01:05 |
| 5   | Aliyah          | SmackDown        | 10   | Charlotte Flair            | 0           | 22:50 |
| 6   | Liv Morgan      | Raw              | 17   | Brie Bella                 | 0           | 37:20 |
| 7   | Queen Zelina    | Raw              | 9    | Rhea Ripley                | 1           | 17:25 |
| 8   | Bianca Belair   | Raw              | 28   | Charlotte Flair            | 1           | 47:30 |
| 9   | Dana Brooke     | Raw              | 4    | Michelle McCool            | 0           | 02:12 |
| 10  | Michelle McCool | Free Agent       | 13   | Mickie James               | 1           | 20:50 |
| 11  | Sonya Deville   | Free Agent       | 7    | Naomi                      | 2           | 02:00 |
| 12  | Natalya         | SmackDown        | 24   | Bianca Belair              | 2           | 36:17 |
| 13  | Cameron         | Free Agent       | 6    | Sonya Deville              | 0           | 00:51 |
| 14  | Naomi           | SmackDown        | 11   | Sonya Deville              | 1           | 07:18 |
| 15  | Carmella        | Raw              | 8    | Rhea Ripley                | 0           | 00:50 |
| 16  | Rhea Ripley     | Raw              | 26   | Charlotte Flair            | 3           | 30:59 |
| 17  | Charlotte Flair | SmackDown        | 29   | Ronda Rousey               | 5           | 31:23 |
| 18  | Ivory           | HOF              | 12   | Rhea Ripley                | 0           | 00:25 |
| 19  | Brie Bella      | HOF              | 22   | Ronda Rousey               | 3           | 19:21 |
| 20  | Mickie James    | Impact Wrestling | 18   | Lita                       | 1           | 11:40 |
| 21  | Alicia Fox      | Free Agent       | 15   | Nikki Bella                | 0           | 06:30 |
| 22  | Nikki A.S.H.    | Raw              | 20   | Ronda Rousey               | 1           | 12:13 |
| 23  | Summer Rae      | Free Agent       | 14   | Natalya                    | 0           | 00:52 |
| 24  | Nikki Bella     | HOF              | 21   | Brie Bella                 | 2           | 08:40 |
| 25  | Sarah Logan     | Free Agent       | 16   | Brie Bella and Nikki Bella | 0           | 00:43 |
| 26  | Lita            | HOF              | 25   | Charlotte Flair            | 1           | 10:21 |
| 27  | Mighty Molly    | HOF              | 19   | Nikki A.S.H.               | 0           | 00:20 |
| 28  | Ronda Rousey    | Free Agent       | —    | Winnaar                    | 4           | 10:16 |
| 29  | Shotzi          | SmackDown        | 23   | Ronda Rousey               | 0           | 02:56 |
| 30  | Shayna Baszler  | SmackDown        | 27   | Charlotte Flair            | 0           | 05:31 |

### Men's Royal Rumble match
| Nr. | Entree            | Brand/Status | Orde | Geëlimineerd door                                                                 | Eliminaties | Tijd  |
| --- | ----------------- | ------------ | ---- | --------------------------------------------------------------------------------- | ----------- | ----- |
| 1   | AJ Styles         | Raw          | 14   | Madcap Moss                                                                       | 6           | 29:06 |
| 2   | Shinsuke Nakamura | SmackDown    | 2    | AJ Styles                                                                         | 0           | 05:51 |
| 3   | Austin Theory     | Raw          | 11   | AJ Styles                                                                         | 1           | 22:06 |
| 4   | Robert Roode      | Raw          | 1    | AJ Styles                                                                         | 0           | 00:54 |
| 5   | Ridge Holland     | SmackDown    | 12   | AJ Styles                                                                         | 1           | 19:11 |
| 6   | Montez Ford       | Raw          | 6    | Omos                                                                              | 0           | 09:10 |
| 7   | Damian Priest     | Raw          | 7    | Omos                                                                              | 0           | 11:04 |
| 8   | Sami Zayn         | SmackDown    | 4    | AJ Styles                                                                         | 1           | 03:17 |
| 9   | Johnny Knoxville  | Beroemdheid  | 3    | Sami Zayn                                                                         | 0           | 01:26 |
| 10  | Angelo Dawkins    | Raw          | 5    | Omos                                                                              | 0           | 02:15 |
| 11  | Omos              | Raw          | 8    | AJ Styles, Austin Theory, Chad Gable, Dominik Mysterio, Ricochet en Ridge Holland | 3           | 04:24 |
| 12  | Ricochet          | SmackDown    | 9    | Happy Corbin                                                                      | 1           | 04:23 |
| 13  | Chad Gable        | Raw          | 13   | Rick Boogs                                                                        | 1           | 08:18 |
| 14  | Dominik Mysterio  | Raw          | 10   | Happy Corbin                                                                      | 1           | 03:44 |
| 15  | Happy Corbin      | SmackDown    | 17   | Drew McIntyre                                                                     | 3           | 10:47 |
| 16  | Dolph Ziggler     | Raw          | 20   | Rey Mysterio and Bad Bunny                                                        | 0           | 20:46 |
| 17  | Sheamus           | SmackDown    | 19   | Bad Bunny                                                                         | 0           | 17:55 |
| 18  | Rick Boogs        | SmackDown    | 15   | Happy Corbin                                                                      | 1           | 04:33 |
| 19  | Madcap Moss       | SmackDown    | 16   | Drew McIntyre                                                                     | 1           | 04:24 |
| 20  | Riddle            | Raw          | 27   | Brock Lesnar                                                                      | 2           | 19:46 |
| 21  | Drew McIntyre     | SmackDown    | 29   | Brock Lesnar                                                                      | 2           | 19:18 |
| 22  | Kevin Owens       | Raw          | 22   | Shane McMahon                                                                     | 1           | 11:13 |
| 23  | Rey Mysterio      | Raw          | 21   | Otis                                                                              | 1           | 09:05 |
| 24  | Kofi Kingston     | SmackDown    | 18   | Kevin Owens                                                                       | 0           | 00:21 |
| 25  | Otis              | Raw          | 24   | Riddle en Randy Orton                                                             | 1           | 08:52 |
| 26  | Big E             | SmackDown    | 23   | Riddle en Randy Orton                                                             | 0           | 06:37 |
| 27  | Bad Bunny         | Beroemdheid  | 26   | Brock Lesnar                                                                      | 2           | 07:41 |
| 28  | Shane McMahon     | Free Agent   | 28   | Brock Lesnar                                                                      | 1           | 05:38 |
| 29  | Randy Orton       | Raw          | 25   | Brock Lesnar                                                                      | 2           | 02:21 |
| 30  | Brock Lesnar      | Free Agent   | —    | Winnaar                                                                           | 5           | 02:32 |